# Litvánia a 2000. évi nyári olimpiai játékokon
Litvánia az ausztráliai Sydneyben megrendezett 2000. évi nyári olimpiai játékok egyik részt vevő nemzete volt. Az országot az olimpián 15 sportágban 61 sportoló képviselte, akik összesen 5 érmet szereztek.

## Érmesek
| Érem  | Versenyző | Sportág       | Versenyszám              |
| ----- | --- | ------------- | ------------------------ |
| Arany | Virgilijus Alekna | Atlétika      | Férfi diszkoszvetés      |
| Arany | Daina Gudzinevičiūtė | Sportlövészet | Női trap                 |
| Bronz | Birutė Šakickienė Kristina Poplavskaja | Evezés        | Női kétpárevezős         |
| Bronz | Diana Žiliūtė | Kerékpározás  | Női egyéni mezőnyverseny |
| Bronz | Andrius Giedraitis Dainius Adomaitis Darius Maskoliūnas Eurelijus Žukauskas Gintaras Einikis Kęstutis Marčiulionis Mindaugas Timinskas Darius Songaila Ramūnas Šiškauskas Šarūnas Jasikevičius Saulius Štombergas Tomas Masiulis | Kosárlabda    | Férfi                    |

## Asztalitenisz
Női
| Versenyző                          | Versenyszám | Selejtező         | Csoportkör | Csoportkör | 32-es főtábla     | Nyolcaddöntő                                          | Negyeddöntő       | Elődöntő          | Döntő             | Helyezés |
| Versenyző                          | Versenyszám | Ellenfél Eredmény | Ellenfél Eredmény | Hely.      | Ellenfél Eredmény | Ellenfél Eredmény                                     | Ellenfél Eredmény | Ellenfél Eredmény | Ellenfél Eredmény | Helyezés |
| ---------------------------------- | ----------- | ----------------- | --- | ---------- | ----------------- | ----------------------------------------------------- | ----------------- | ----------------- | ----------------- | -------- |
| Rūta Garkauskaitė                  | Egyes       |                   | I csoport · Chunli Li (NZL) · 21–18, 17–21, 9–21, 8–21 · Berta Rodríguez (CHI) · 21–18, 21–13, 19–21, 21–12                           | 2.         | kiesett           | kiesett                                               | kiesett           | kiesett           | kiesett           | 33.      |
| Jolanta Prūsienė Rūta Garkauskaitė | Páros       | erőnyerő          | B csoport · Japán (JPN) · Naitó Kazuko · Szakata Rinko · 21–18, 21–14 · Ausztrália (AUS) · Jian-Fang Lay · Stella Zhou · 23–21, 21–14 | 1.         |                   | Kína (CHN) · Sun Jin · Yang Ying · 5–21, 17–21, 10–21 | kiesett           | kiesett           | kiesett           | 9.       |

## Atlétika
Férfi
| Versenyző        | Versenyszám     | Előfutam      | Előfutam      | Előfutam      | Negyeddöntő | Negyeddöntő | Negyeddöntő | Elődöntő | Elődöntő | Elődöntő | Döntő   | Döntő    |
| Versenyző        | Versenyszám     | Idő           | Hely.         | Össz.         | Idő         | Hely.       | Össz.       | Idő      | Hely.    | Össz.    | Idő     | Helyezés |
| ---------------- | --------------- | ------------- | ------------- | ------------- | ----------- | ----------- | ----------- | -------- | -------- | -------- | ------- | -------- |
| Jonas Motiejūnas | 400 m           | nem ért célba | nem ért célba | nem ért célba | kiesett     | kiesett     | kiesett     | kiesett  | kiesett  | kiesett  | kiesett | kiesett  |
| Daugvinas Zujus  | 50 km gyaloglás |               |               |               |             |             |             |          |          |          | 4:06:04 | 30.      |

| Versenyző         | Versenyszám   | Selejtező | Selejtező | Döntő    | Döntő    |
| Versenyző         | Versenyszám   | Eredmény  | Helyezés  | Eredmény | Helyezés |
| ----------------- | ------------- | --------- | --------- | -------- | -------- |
| Tomas Bardauskas  | Távolugrás    | 770 cm    | 27.       | kiesett  | kiesett  |
| Saulius Kleiza    | Súlylökés     | 18,59 m   | 28.       | kiesett  | kiesett  |
| Virgilijus Alekna | Diszkoszvetés | 67,10 m   | 3.        | 69,30 m  |          |
| Romas Ubartas     | Diszkoszvetés | 60,50 m   | 27.       | kiesett  | kiesett  |
| Vaclavas Kidykas  | Diszkoszvetés | 58,96 m   | 30.       | kiesett  | kiesett  |
| Arūnas Jurkšas    | Gerelyhajítás | 73,05 m   | 29.       | kiesett  | kiesett  |

Női
| Versenyző               | Versenyszám     | Előfutam | Előfutam | Előfutam | Negyeddöntő | Negyeddöntő | Negyeddöntő | Elődöntő | Elődöntő | Elődöntő | Döntő   | Döntő    |
| Versenyző               | Versenyszám     | Idő      | Hely.    | Össz.    | Idő         | Hely.       | Össz.       | Idő      | Hely.    | Össz.    | Idő     | Helyezés |
| ----------------------- | --------------- | -------- | -------- | -------- | ----------- | ----------- | ----------- | -------- | -------- | -------- | ------- | -------- |
| Agnė Visockaitė-Eggerth | 100 m           | 11,87    | 6.       | 55.      | kiesett     | kiesett     | kiesett     | kiesett  | kiesett  | kiesett  | kiesett | kiesett  |
| Žana Minina             | 400 m           | 52,38    | 3.       | 25.      | 52,53       | 6.          | 25.         | kiesett  | kiesett  | kiesett  | kiesett | kiesett  |
| Irina Krakoviak         | 1500 m          | 4:11,57  | 6.       | 23.      |             |             |             | 4:14,57  | 11.      | 22.      | kiesett | kiesett  |
| Inga Juodeškienė        | 5000 m          | 15:46,37 | 10.      | 29.      |             |             |             |          |          |          | kiesett | kiesett  |
| Kristina Saltanovič     | 20 km gyaloglás |          |          |          |             |             |             |          |          |          | 1:34:24 | 16.      |
| Sonata Milušauskaitė    | 20 km gyaloglás |          |          |          |             |             |             |          |          |          | 1:37:14 | 31.      |

| Versenyző                  | Versenyszám   | Selejtező | Selejtező | Döntő    | Döntő    |
| Versenyző                  | Versenyszám   | Eredmény  | Helyezés  | Eredmény | Helyezés |
| -------------------------- | ------------- | --------- | --------- | -------- | -------- |
| Nelė Savickytė-Žilinskienė | Magasugrás    | 189 cm    | 21.       | kiesett  | kiesett  |
| Renata Gustaitytė          | Diszkoszvetés | 53,64 m   | 30.       | kiesett  | kiesett  |
| Rita Ramanauskaitė         | Gerelyhajítás | 59,21 m   | 13.       | kiesett  | kiesett  |

| Versenyző      | Versenyszám | 100 m gát | 100 m gát | Magasugrás | Magasugrás | Súlylökés | Súlylökés | 200 m | 200 m | Távolugrás | Távolugrás | Gerelyhajítás | Gerelyhajítás | 800 m   | 800 m | Végeredmény | Végeredmény |
| Versenyző      | Versenyszám | Idő       | Pont      | Eredmény   | Pont       | Eredmény  | Pont      | Idő   | Pont  | Eredmény   | Pont       | Eredmény      | Pont          | Idő     | Pont  | Pont        | Helyezés    |
| -------------- | ----------- | --------- | --------- | ---------- | ---------- | --------- | --------- | ----- | ----- | ---------- | ---------- | ------------- | ------------- | ------- | ----- | ----------- | ----------- |
| Austra Skujytė | Hétpróba    | 14,37     | 927       | 178 cm     | 953        | 15,09 m   | 867       | 25,35 | 855   | 597 cm     | 840        | 45,43 m       | 772           | 2:20,25 | 820   | 6034        | 12.         |

## Birkózás
Kötöttfogású
| Versenyző          | Versenyszám | Csoportkör                                                                                        | Csoportkör | Negyeddöntő       | Elődöntő          | Bronz- mérkőzés   | Döntő             | Helyezés |
| Versenyző          | Versenyszám | Ellenfél Eredmény                                                                                 | Hely.      | Ellenfél Eredmény | Ellenfél Eredmény | Ellenfél Eredmény | Ellenfél Eredmény | Helyezés |
| ------------------ | ----------- | ------------------------------------------------------------------------------------------------- | ---------- | ----------------- | ----------------- | ----------------- | ----------------- | -------- |
| Mindaugas Ežerskis | 97 kg       | 6. csoport · David Saldadze (UKR) · 0-2 · Szjarhej Listvan (BLR) · 3-1 · Hassan Fkiri (TUN) · 6-3 | 2.         | kiesett           | kiesett           | kiesett           | kiesett           | 8.       |

Szabadfogású
| Versenyző            | Versenyszám | Csoportkör                                                              | Csoportkör | Negyeddöntő       | Elődöntő          | Bronz- mérkőzés   | Döntő             | Helyezés |
| Versenyző            | Versenyszám | Ellenfél Eredmény                                                       | Hely.      | Ellenfél Eredmény | Ellenfél Eredmény | Ellenfél Eredmény | Ellenfél Eredmény | Helyezés |
| -------------------- | ----------- | ----------------------------------------------------------------------- | ---------- | ----------------- | ----------------- | ----------------- | ----------------- | -------- |
| Ričardas Pauliukonis | 97 kg       | 1. csoport · Eldar Kurtanidze (GEO) · 1-11 · Arawat Sabejew (GER) · 1-5 | 3.         | kiesett           | kiesett           | kiesett           | kiesett           | 17.      |

## Cselgáncs
Férfi
| Versenyző          | Versenyszám  | Selejtező         | 32-es főtábla                      | Nyolcaddöntő                         | Negyeddöntő       | Elődöntő          | Vigaszág első kör | Vigaszág negyeddöntő | Vigaszág elődöntő | Bronz- mérkőzés   | Döntő             | Helyezés    |
| Versenyző          | Versenyszám  | Ellenfél Eredmény | Ellenfél Eredmény                  | Ellenfél Eredmény                    | Ellenfél Eredmény | Ellenfél Eredmény | Ellenfél Eredmény | Ellenfél Eredmény    | Ellenfél Eredmény | Ellenfél Eredmény | Ellenfél Eredmény | Helyezés    |
| ------------------ | ------------ | ----------------- | ---------------------------------- | ------------------------------------ | ----------------- | ----------------- | ----------------- | -------------------- | ----------------- | ----------------- | ----------------- | ----------- |
| Marius Paškevičius | Félnehézsúly | erőnyerő          | Alejandro Bender (ARG) · 1000-0000 | Mário Sabino Júnio (BRA) · 0003-1000 | kiesett           | kiesett           |                   |                      |                   |                   |                   | helyezetlen |

## Evezés
Női
| Versenyző                              | Versenyszám  | Előfutam | Előfutam | Vigaszág | Vigaszág | Elődöntő | Elődöntő | Elődöntő | Döntő | Döntő   | Döntő | Helyezés |
| Versenyző                              | Versenyszám  | Idő      | Hely.    | Idő      | Hely.    | Típus    | Idő      | Hely.    | Típus | Idő     | Hely. | Helyezés |
| -------------------------------------- | ------------ | -------- | -------- | -------- | -------- | -------- | -------- | -------- | ----- | ------- | ----- | -------- |
| Birutė Šakickienė Kristina Poplavskaja | Kétpárevezős | 7:13,04  | 2.       | 7:08,18  | 1.       |          |          |          | A     | 7:01,71 | 3.    |          |

## Kajak-kenu

### Síkvízi
Férfi
| Versenyző                          | Versenyszám        | Előfutam | Előfutam | Előfutam | Elődöntő | Elődöntő | Elődöntő | Döntő    | Döntő    |
| Versenyző                          | Versenyszám        | Idő      | Hely.    | Össz.    | Idő      | Hely.    | Össz.    | Idő      | Helyezés |
| ---------------------------------- | ------------------ | -------- | -------- | -------- | -------- | -------- | -------- | -------- | -------- |
| Alvydas Duonėla                    | Kajak egyes 500 m  | 1:43,877 | 7.       | 22.      | 1:40,368 | 2.       | 4.       | 2:04,591 | 7.       |
| Vaidas Mizeras                     | Kajak egyes 1000 m | 3:40,202 | 6.       | 18.      | 3:41,969 | 6.       | 14.      | kiesett  | kiesett  |
| Egidijus Balčiūnas Alvydas Duonėla | Kajak kettes 500 m | 1:32,931 | 5.       | 11.      | 1:32,084 | 5.       | 7.       | kiesett  | kiesett  |

## Kerékpározás

### Országúti kerékpározás
Férfi
| Versenyző          | Versenyszám   | Idő                     | Helyezés      |
| ------------------ | ------------- | ----------------------- | ------------- |
| Raimondas Rumšas   | Időfutam      | 1:01:08,954 (+3:28,534) | 23.           |
| Raimondas Rumšas   | Mezőnyverseny | 5:30:46 (+1:38)         | 44.           |
| Remigijus Lupeikis | Mezőnyverseny | nem ért célba           | nem ért célba |
| Saulius Šarkauskas | Mezőnyverseny | nem ért célba           | nem ért célba |
| Artūras Kasputis   | Mezőnyverseny | nem ért célba           | nem ért célba |
| Artūras Kasputis   | Időfutam      | 1:01:22,794 (+3:42,374) | 25.           |

Női
| Versenyző          | Versenyszám   | Idő                     | Helyezés |
| ------------------ | ------------- | ----------------------- | -------- |
| Diana Žiliūtė      | Időfutam      | 0:43:39,997 (+1:39,216) | 9.       |
| Diana Žiliūtė      | Mezőnyverseny | 3:06:31 (+0:00)         |          |
| Rasa Polikevičiūtė | Mezőnyverseny | 3:06:31 (+0:00)         | 13.      |
| Edita Pučinskaitė  | Mezőnyverseny | 3:06:37 (+0:06)         | 25.      |
| Edita Pučinskaitė  | Időfutam      | 0:43:48,646 (+1:47,865) | 10.      |

### Pálya-kerékpározás
Üldözőversenyek
| Versenyző      | Versenyszám | Selejtező | Selejtező | Elődöntő     | Elődöntő  | Döntő        | Döntő     | Döntő    |
| Versenyző      | Versenyszám | Idő       | Hely.     | Ellenfél Idő | Saját idő | Ellenfél Idő | Saját idő | Helyezés |
| -------------- | ----------- | --------- | --------- | ------------ | --------- | ------------ | --------- | -------- |
| Rasa Mažeikytė | Női egyéni  | 3:43,980  | 11.       | kiesett      | kiesett   | kiesett      | kiesett   | kiesett  |

Pontversenyek
| Név            | Versenyszám     | Pont | Körhátrány | Helyezés |
| -------------- | --------------- | ---- | ---------- | -------- |
| Rasa Mažeikytė | Női pontverseny | 2    | 0          | 12.      |

## Kosárlabda

### Férfi
| Litván férfi kosárlabdacsapat-játékoskeret                                                                                     | Litván férfi kosárlabdacsapat-játékoskeret                                                                                |
| --- | --- |
| - Andrius Giedraitis - Dainius Adomaitis - Darius Maskoliūnas - Eurelijus Žukauskas - Gintaras Einikis - Kęstutis Marčiulionis | - Mindaugas Timinskas - Darius Songaila - Ramūnas Šiškauskas - Šarūnas Jasikevičius - Saulius Štombergas - Tomas Masiulis |

#### Eredmények
Csoportkör
A csoport
| Csapat                 | M | Gy | V | P+  | P–  | Pk   | P  |
| ---------------------- | - | -- | - | --- | --- | ---- | -- |
| Egyesült Államok (USA) | 5 | 5  | 0 | 505 | 359 | +146 | 10 |
| Olaszország (ITA)      | 5 | 3  | 2 | 332 | 349 | –17  | 8  |
| Litvánia (LTU)         | 5 | 3  | 2 | 372 | 339 | +33  | 8  |
| Franciaország (FRA)    | 5 | 2  | 3 | 372 | 374 | –2   | 7  |
| Kína (CHN)             | 5 | 2  | 3 | 368 | 419 | –51  | 7  |
| Új-Zéland (NZL)        | 5 | 0  | 5 | 307 | 416 | –109 | 5  |

| 2000. szeptember 17. 11:30 | Olaszország (ITA)   | 50–48     | Litvánia (LTU) | Nézőszám: 8292 |
| 2000. szeptember 17. 11:30 | (30–30) Jegyzőkönyv |           |                | Nézőszám: 8292 |
| 2000. szeptember 17. 11:30 | Fucka 13            | Pont      | Štombergas 14  | Nézőszám: 8292 |
| 2000. szeptember 17. 11:30 | Fucka 7             | Lepattanó | Einikis 13     | Nézőszám: 8292 |
| 2000. szeptember 17. 11:30 | Abbio 3             | Gólpassz  | Jasikevičius 2 | Nézőszám: 8292 |

| 2000. szeptember 19. 19:30 | Litvánia (LTU)      | 81–63     | Franciaország (FRA)   | Nézőszám: 8406 |
| 2000. szeptember 19. 19:30 | (50–35) Jegyzőkönyv |           |                       | Nézőszám: 8406 |
| 2000. szeptember 19. 19:30 | Einikis 19          | Pont      | Rigaudeau 13          | Nézőszám: 8406 |
| 2000. szeptember 19. 19:30 | Einikis 6           | Lepattanó | Bilba, Weis 5         | Nézőszám: 8406 |
| 2000. szeptember 19. 19:30 | Jasikevičius 6      | Gólpassz  | Rigaudeau, Risacher 3 | Nézőszám: 8406 |

| 2000. szeptember 21. 16:30 | Egyesült Államok (USA) | 85–76     | Litvánia (LTU) | Nézőszám: 8391 |
| 2000. szeptember 21. 16:30 | (47–41) Jegyzőkönyv    |           |                | Nézőszám: 8391 |
| 2000. szeptember 21. 16:30 | Payton 14              | Pont      | Songaila 16    | Nézőszám: 8391 |
| 2000. szeptember 21. 16:30 | Garnett 11             | Lepattanó | Songaila 8     | Nézőszám: 8391 |
| 2000. szeptember 21. 16:30 | négy játékos 2         | Gólpassz  | Jasikevičius 6 | Nézőszám: 8391 |

| 2000. szeptember 23. 9:30 | Litvánia (LTU)      | 82–66     | Kína (CHN)   | Nézőszám: 8365 |
| 2000. szeptember 23. 9:30 | (53–42) Jegyzőkönyv |           |              | Nézőszám: 8365 |
| 2000. szeptember 23. 9:30 | Songaila 19         | Pont      | Jao Ming 23  | Nézőszám: 8365 |
| 2000. szeptember 23. 9:30 | Einikis 10          | Lepattanó | Jao Ming 7   | Nézőszám: 8365 |
| 2000. szeptember 23. 9:30 | Jasikevičius 10     | Gólpassz  | Liu Yudong 2 | Nézőszám: 8365 |

| 2000. szeptember 25. 11:30 | Új-Zéland (NZL)     | 75–85     | Litvánia (LTU) | Nézőszám: 8435 |
| 2000. szeptember 25. 11:30 | (33–36) Jegyzőkönyv |           |                | Nézőszám: 8435 |
| 2000. szeptember 25. 11:30 | Marks 21            | Pont      | Adomaitis 20   | Nézőszám: 8435 |
| 2000. szeptember 25. 11:30 | Cameron 6           | Lepattanó | Songaila 7     | Nézőszám: 8435 |
| 2000. szeptember 25. 11:30 | Cameron 4           | Gólpassz  | Maskoliūnas 7  | Nézőszám: 8435 |

Negyeddöntő
| 2000. szeptember 28. 20:00 | Jugoszlávia (SCG)   | 63–76     | Litvánia (LTU) | Nézőszám: 14 260 Játékvezetők: Nikolaos Pitsilkas (GRE), Renato Santos (BRA) |
| 2000. szeptember 28. 20:00 | (32–37) Jegyzőkönyv |           |                | Nézőszám: 14 260 Játékvezetők: Nikolaos Pitsilkas (GRE), Renato Santos (BRA) |
| 2000. szeptember 28. 20:00 | Stojaković 20       | Pont      | Einikis 26     | Nézőszám: 14 260 Játékvezetők: Nikolaos Pitsilkas (GRE), Renato Santos (BRA) |
| 2000. szeptember 28. 20:00 | Tomašević 8         | Lepattanó | Einikis 8      | Nézőszám: 14 260 Játékvezetők: Nikolaos Pitsilkas (GRE), Renato Santos (BRA) |
| 2000. szeptember 28. 20:00 | Tomašević 2         | Gólpassz  | Jasikevičius 4 | Nézőszám: 14 260 Játékvezetők: Nikolaos Pitsilkas (GRE), Renato Santos (BRA) |

Elődöntő
| 2000. szeptember 29. 21:30 | Litvánia (LTU)          | 83–85     | Egyesült Államok (USA) | Nézőszám: 14 653 Játékvezetők: Tiziano Zancanella (ITA), Pascal Dorizon (FRA) |
| 2000. szeptember 29. 21:30 | (36–48) Jegyzőkönyv     |           |                        | Nézőszám: 14 653 Játékvezetők: Tiziano Zancanella (ITA), Pascal Dorizon (FRA) |
| 2000. szeptember 29. 21:30 | Jasikevičius 27         | Pont      | Carter 18              | Nézőszám: 14 653 Játékvezetők: Tiziano Zancanella (ITA), Pascal Dorizon (FRA) |
| 2000. szeptember 29. 21:30 | Štombergas, Žukauskas 5 | Lepattanó | Garnett 14             | Nézőszám: 14 653 Játékvezetők: Tiziano Zancanella (ITA), Pascal Dorizon (FRA) |
| 2000. szeptember 29. 21:30 | Jasikevičius 4          | Gólpassz  | Garnett 4              | Nézőszám: 14 653 Játékvezetők: Tiziano Zancanella (ITA), Pascal Dorizon (FRA) |

Bronzmérkőzés
| 2000. október 1. 11:00 | Ausztrália (AUS)    | 71–89     | Litvánia (LTU) | Nézőszám: 14 833 Játékvezetők: Iztok Rems (SLO), Davis Jones (USA) |
| 2000. október 1. 11:00 | (35–31) Jegyzőkönyv |           |                | Nézőszám: 14 833 Játékvezetők: Iztok Rems (SLO), Davis Jones (USA) |
| 2000. október 1. 11:00 | Gaze 22             | Pont      | Štombergas 28  | Nézőszám: 14 833 Játékvezetők: Iztok Rems (SLO), Davis Jones (USA) |
| 2000. október 1. 11:00 | MacKinnon 7         | Lepattanó | Songaila 7     | Nézőszám: 14 833 Játékvezetők: Iztok Rems (SLO), Davis Jones (USA) |
| 2000. október 1. 11:00 | Heal 4              | Gólpassz  | Jasikevičius 6 | Nézőszám: 14 833 Játékvezetők: Iztok Rems (SLO), Davis Jones (USA) |

| Csapat         | Helyezés |
| -------------- | -------- |
| Litvánia (LTU) |          |

## Ökölvívás
| Versenyző          | Versenyszám | Selejtező                         | Nyolcaddöntő                 | Negyeddöntő               | Elődöntő          | Döntő             | Helyezés |
| Versenyző          | Versenyszám | Ellenfél Eredmény                 | Ellenfél Eredmény            | Ellenfél Eredmény         | Ellenfél Eredmény | Ellenfél Eredmény | Helyezés |
| ------------------ | ----------- | --------------------------------- | ---------------------------- | ------------------------- | ----------------- | ----------------- | -------- |
| Ivanas Stapovičius | Papírsúly   | Sunday Kizito (UGA) · 9-3         | Liborio Romero (MEX) · 24-11 | Kim Uncshol (PRK) · 10-22 | kiesett           | kiesett           | 8.       |
| Vidas Bičziulaytis | Pehelysúly  | Kamil Dzsamalutgyinov (RUS) · 5-9 | kiesett                      | kiesett                   | kiesett           | kiesett           | 17.      |

## Öttusa
| Versenyző              | Versenyszám | Lövészet | Lövészet | Lövészet | Vívás    | Vívás | Vívás | Úszás   | Úszás | Úszás | Lovaglás | Lovaglás | Lovaglás | Lovaglás | Futás   | Futás | Futás | Összesen    | Összesen |
| Versenyző              | Versenyszám | Pontszám | Pont     | Hely.    | Eredmény | Pont  | Hely. | Idő     | Pont  | Hely. | Idő      | Hibapont | Pont     | Hely.    | Idő     | Pont  | Hely. | Összes pont | Helyezés |
| ---------------------- | ----------- | -------- | -------- | -------- | -------- | ----- | ----- | ------- | ----- | ----- | -------- | -------- | -------- | -------- | ------- | ----- | ----- | ----------- | -------- |
| Andrejus Zadneprovskis | Férfi       | 172      | 1000     | 19.      | 12-12    | 840   | 9.*   | 2:04,32 | 1257  | 3.    | 1:10,59  | 130      | 955      | 13.      | 9:14,31 | 1184  | 2.    | 5236        | 7.       |

* - három másik versenyzővel azonos eredményt ért el

## Sportlövészet
Női
| Versenyző            | Versenyszám | Selejtező | Selejtező | Döntő | Döntő    |
| Versenyző            | Versenyszám | Pont      | Helyezés  | Pont  | Helyezés |
| -------------------- | ----------- | --------- | --------- | ----- | -------- |
| Daina Gudzinevičiūtė | Trap        | 71        | 1.        | 93    |          |

## Súlyemelés
Férfi
| Versenyző           | Versenyszám | Szakítás | Szakítás | Lökés    | Lökés    | Összesen | Helyezés |
| Versenyző           | Versenyszám | Eredmény | Helyezés | Eredmény | Helyezés | Összesen | Helyezés |
| ------------------- | ----------- | -------- | -------- | -------- | -------- | -------- | -------- |
| Ramūnas Vyšniauskas | 105 kg      | 175,0    | 12.*     | 210,0    | 10.      | 385,0    | 11.      |

* - egy másik versenyzővel azonos eredményt ért el

## Torna
Női
| Versenyző        | Versenyszám      | Selejtező | Selejtező | Döntő    | Döntő    |
| Versenyző        | Versenyszám      | Pontszám  | Helyezés  | Pontszám | Helyezés |
| ---------------- | ---------------- | --------- | --------- | -------- | -------- |
| Julija Kovaliova | Talaj            | 9,225     | 44.*      | kiesett  | kiesett  |
| Julija Kovaliova | Ugrás            | 8,737     | 77.       | kiesett  | kiesett  |
| Julija Kovaliova | Felemás korlát   | 9,575     | 30.**     | kiesett  | kiesett  |
| Julija Kovaliova | Gerenda          | 8,462     | 76.       | kiesett  | kiesett  |
| Julija Kovaliova | Egyéni összetett | 35,999    | 52.       | kiesett  | kiesett  |

* - egy másik versenyzővel azonos eredményt ért el

** - két másik versenyzővel azonos eredményt ért el

## Úszás
Férfi
| Versenyző                                                                 | Versenyszám          | Előfutam | Előfutam | Előfutam | Elődöntő | Elődöntő | Elődöntő | Döntő   | Döntő    |
| Versenyző                                                                 | Versenyszám          | Idő      | Hely.    | Össz.    | Idő      | Hely.    | Össz.    | Idő     | Helyezés |
| ------------------------------------------------------------------------- | -------------------- | -------- | -------- | -------- | -------- | -------- | -------- | ------- | -------- |
| Rolandas Gimbutis                                                         | 50 m gyors           | 23,36    | 6.       | 38.      | kiesett  | kiesett  | kiesett  | kiesett | kiesett  |
| Rolandas Gimbutis                                                         | 100 m gyors          | 50,46    | 2.       | 23.      | kiesett  | kiesett  | kiesett  | kiesett | kiesett  |
| Arūnas Savickas                                                           | 200 m gyors          | 1:52,02  | 1.       | 22.      | kiesett  | kiesett  | kiesett  | kiesett | kiesett  |
| Arūnas Savickas                                                           | 200 m hát            | 2:05,06  | 7.       | 32.      | kiesett  | kiesett  | kiesett  | kiesett | kiesett  |
| Darius Grigalionis                                                        | 100 m hát            | 56,47    | 7.       | 25.      | kiesett  | kiesett  | kiesett  | kiesett | kiesett  |
| Saulius Binevičius Rolandas Gimbutis Minvydas Packevičius Arūnas Savickas | 4 × 100 m gyorsváltó | 3:23,68  | 6.       | 16.      |          |          |          | kiesett | kiesett  |

Női
| Versenyző          | Versenyszám | Előfutam | Előfutam | Előfutam | Elődöntő | Elődöntő | Elődöntő | Döntő   | Döntő    |
| Versenyző          | Versenyszám | Idő      | Hely.    | Össz.    | Idő      | Hely.    | Össz.    | Idő     | Helyezés |
| ------------------ | ----------- | -------- | -------- | -------- | -------- | -------- | -------- | ------- | -------- |
| Jūratė Ladavičiūtė | 50 m gyors  | 27,54    | 7.       | 50.      | kiesett  | kiesett  | kiesett  | kiesett | kiesett  |
| Jūratė Ladavičiūtė | 100 m gyors | 58,78    | 6.       | 41.      | kiesett  | kiesett  | kiesett  | kiesett | kiesett  |

## Vitorlázás
Nyílt
| Versenyző      | Versenyszám | Futam | Futam | Futam | Futam | Futam | Futam | Futam | Futam | Futam | Futam | Futam | Pontszám | Helyezés |
| Versenyző      | Versenyszám | 1     | 2     | 3     | 4     | 5     | 6     | 7     | 8     | 9     | 10    | 11    | Pontszám | Helyezés |
| -------------- | ----------- | ----- | ----- | ----- | ----- | ----- | ----- | ----- | ----- | ----- | ----- | ----- | -------- | -------- |
| Giedrius Gužys | Laser       | 18    | (30)  | (35)  | 22    | 17    | 22    | 26    | 12    | 6     | 25    | 29    | 177,0    | 25.      |